# Орлова, Екатерина Николаевна (1758)
Екатерина (Иулияния) Николаевна Зиновьева, в замужестве светлейшая княгиня Орлова (19 (30) декабря 1758—16 (27) июня 1781) — статс-дама, двоюродная сестра и жена бывшего фаворита Екатерины II светлейшего князя Григория Орлова.

## Биография
Из дворянского рода Зиновьевых. Дочь генерал-майора Николая Ивановича Зиновьева, при Екатерине II получившего место обер-коменданта Петропавловской крепости, и его жены Авдотьи Наумовны, дочери вице-адмирала Н. А. Сенявина. Имела двух родных братьев — Александра и Василия. Большую часть юности провела в семейном имении Коньково.
Сестра её отца, Лукерья Ивановна, в замужестве Орлова, приходилась матерью видным деятелям екатерининской эпохи — Алексею и Григорию Орловым, причём последний питал к юной кузине отнюдь не братские чувства.
В 1773 году скончался её отец, и село Коньково досталось Екатерине, которой едва исполнилось 15 лет. Григорий Орлов взял на себя хлопоты о ней. После возвышения Потемкина в 1774 году Орлов успел уехать за границу, путешествовал по Европе и предавался кутежам, а императрица говорила о нём теперь: «Григорий Григорьевич Орлов был гений, силен, храбр, решителен, но мягок, как баран, и притом с сердцем курицы». Императрица пожелала купить это имение, возможно, испытывая желание разлучить влюбленных, так как его имение Нескучное находилось поблизости, впрочем, указывают и наоборот, что она хотела финансово поддержать бывшего фаворита.
Юная Екатерина попала ко двору, она отличалась хорошей внешностью и милым нравом, так что императрица в шутливой записке сулила «смерть от смеха», но вскоре она «сделалась жертвой придворных нравов».
Зиновьевой увлекся в то время не только Григорий Орлов, но и его сын от императрицы, юный Алексей Бобринский, который был младше своей двоюродной тетки Екатерины на 4 года. Екатерина II писала своему фавориту Потемкину об этом увлечении: «Маленький Бобринский говорит, что у Катеньки больше ума, чем у всех прочих женщин и девиц в городе. Хотели узнать, на чём основывал он это мнение. Он сказал, что, на его взгляд, это доказывалось одним лишь тем, что она меньше румянится и украшается драгоценностями, чем другие. В опере он задумал сломать решетку в своей ложе, потому что она мешала ему видеть Катеньку и быть видимым ею; наконец, я не знаю, каким способом, он ухитрился увеличить одну из ячеек решетки, и тогда прощай опера, он не обращал больше внимания. Вчера он защищался, как лев, от князя Орлова, который хотел его пробрать за его страсть: он отвечал ему под конец с таким умом, что заставил его замолчать, так как сказал ему, что Катенька вовсе не была его двоюродной сестрой».

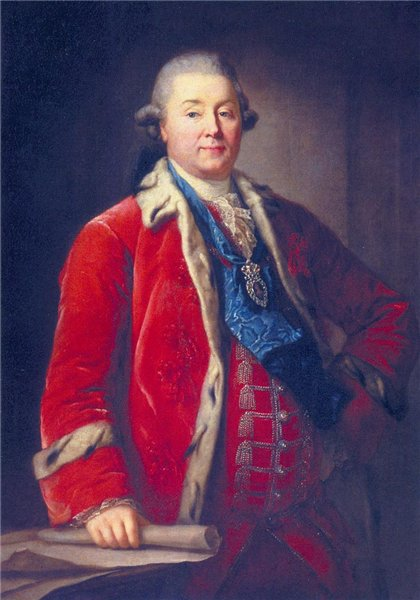
Григорий Орлов в начале 1770-х годов

Затем, по словам кн. Щербатова в трактате «О повреждении нравов в России», Григорий «тринадцатилетнюю двоюродную сестру свою Екатерину Николаевну Зиновьеву, иссильничал, и, хотя после на ней женился, но не прикрыл тем порок свой, ибо уже всенародно оказал своё деяние, и в самой женитьбе нарушал все священные и гражданские законы».
«Летом 1776 г. говорили в светских кругах, что Е. Н. Зиновьева была беременна от кн. Орлова, что он назначил ей 100 т. р. и столько же драгоценными каменьями; но ей нужен был муж; когда Орлов вызвал к себе гр. Брюля, тот опасался, чтобы ему не предложили жениться на Зиновьевой. В сентябре 1776 г. пошел слух, что Орлов собирается с Зиновьевой во Францию; в октябре говорили, что он женится, хотя церковь запрещала браки в такой степени родства. Карабанов свидетельствует, что дети их рождались мертвыми».
В 1777 году 43-летний Григорий женился на своей юной 18-ти летней кузине в церкви Вознесения Христа Копорского уезда Петербургской губернии. Современник писал: «О кратковременном супружестве знаменитаго князя Григория Григорьевича Орлова известно весьма немного, и личность княгини Орловой представляется в каком-то тумане. Ей брак со своим двоюродным братом, который был гораздо старше её летами, представляется чем-то загадочным. Задумал ли князь Орлов жениться на девице Зиновьевой вследствие любви и действительнаго увлечения ею, или в силу оскорбленнаго самолюбия и пошатнувшагося положения при дворе Екатерины: кто знает!».
В феврале 1777 г. при дворе считали брак между кузенами уже состоявшимся, хотя свадьба состоялась только 5 июня 1777 г. в деревне. Общество негодовало, особенно в Москве. По слухам, шведский король Густав III, гостивший тогда в Петербурге, должен был заступиться за «молодых». Дело о женитьбе и разводе разбиралось в Сенате, который постановил разлучить Григория Орлова с женою и заключить обоих в монастырь. С этим событием связан исторический анекдот о том, как Разумовский отказался подписать приговор, и сказал, что для решения дела недостает выписки из постановления «о кулачных боях», где сказано, между прочим, «лежачего не бить».
Синод принёс императрице официальную жалобу, и дело разбиралось в Совете. Однако, как пишет Лотман, подоплёка дела была не морально-религиозная, а придворно-политическая: «случай» Орлова кончился, на царскосельском небосклоне взошла звезда Потемкина. Одновременно произошёл резкий конфликт Орлова с императрицей Екатериной. Об этом рассказывает анонимный его биограф: «Когда её величество Зиновьеву, бывшую при дворе фрейлиной, за её непозволительное и обнаруженное с графом обращение при отъезде двора в Сарское Село с собою взять не позволила, то граф был сим до крайности огорчен и весьма в том досадовал. Так, что однажды при восставшей с императрицею распре отважился он выговорить в жару непростительно грубые слова, когда она настояла, чтобы Зиновьева с нею не ехала: „Чорт тебя бери совсем“».
Императрица Екатерина кассировала постановление Сената и несмотря на негодование света и Синода, пожаловала княгиню Орлову статс-дамой, даровала ей свой портрет, и 22 сентября 1777 наградила орденом святой Екатерины и подарила множество подарков (как писал Корберон, «это вызвало большую сенсацию»). После этого пара отправилась на медовый месяц в Швейцарию. Затем они вернулись в Санкт-Петербург, где прожили 2 года, пока Екатерина не заболела и супруги не отправились вновь в Швейцарию, где она вскоре скончалась в 22-летнем возрасте.
Державин писал о ней посмертно:

Как ангел красоты, являемый с небес,

Приятностьми она и разумом блистала,

С нежнейшею душой геройски умирала,

Супруга и друзей повергла в море слез.

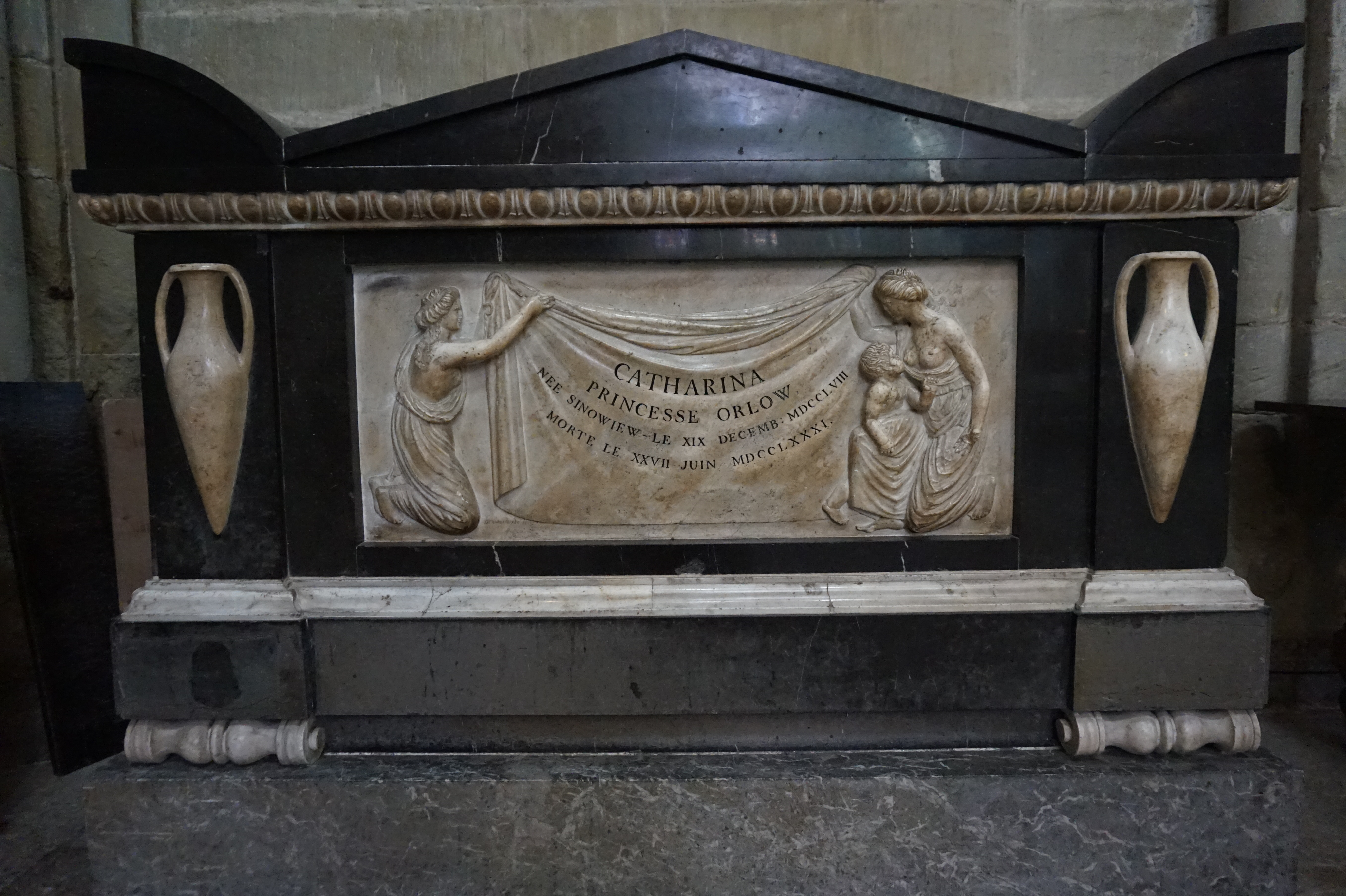
Надгробие над могилой Орловой Е. Н. в соборе Нотр-Дам в Лозанне

Сначала была похоронена в Нотр-Дам в Лозанне, затем её тело перевезли в Россию и похоронили в Александро-Невской лавре, в Благовещенской усыпальнице. Григорий Орлов сошёл с ума и 13 апреля 1783 года скончался в своем подмосковском имении Нескучное.
Смерть Екатерины также подействовала на её брата Василия Зиновьева, что он круто переменил свою жизнь, удалился от света и погрузился в поиски тайны жизни и смерти. Он уехал за границу и вскоре вступил в масонскую ложу.
Карамзин, приятель Василия, посетив в сентябре 1789 года поставленное ей в Швейцарии надгробие, написал: «Сию минуту пришел я из кафедральной церкви. Там из чёрного мрамора сооружен памятник княгине Орловой, которая в цветущей молодости скончала дни свои в Лозанне, в объятиях нежного, неутешного супруга. Сказывают, что она была прекрасна — прекрасна и чувствительна!..»